# جيرالد نيل (سياسي)
جيرالد نيل (بالإنجليزية: Gerald Neal)‏ هو سياسي أمريكي، ولد في 22 سبتمبر 1945. حزبياً، نشط في الحزب الديمقراطي.

## وصلات خارجية
- الموقع الرسمي